# تور عزیزم یک بار دیگر…
تور عزیزم یک بار دیگر… (انگلیسی: ...Baby One More Time Tour) تور (کنسرت) خواننده آمریکایی بریتنی اسپیرز می‌باشد که مجموعه کنسرت‌های آلبوم ... عزیزم یک بار دیگر (آلبوم) را در آن اجرا می‌کند. در این تور بریتنی علاوه بر اجرای آهنگ‌هایی از آلبوم خود به بازخوانی آهنگ‌هایی از خوانندگان دیگر مانند جنت جکسون و مدونا پرداخت.

## تاریخ اجراها
| تاریخ            | شهر                           | کشور         | سالن                                    |
| ---------------- | ----------------------------- | ------------ | --------------------------------------- |
| ژوئن ۲۸, ۱۹۹۹    | پومپانو بیچ، فلوریدا          | ایالات متحده | Pompano Beach Amphitheatre              |
| ژوئن ۲۹, ۱۹۹۹    | تمپا، فلوریدا                 | ایالات متحده | USF Sun Dome                            |
| ژوئیه ۱, ۱۹۹۹    | آتلانتا                       | ایالات متحده | Atlanta Civic Center                    |
| ژوئیه ۲, ۱۹۹۹    | نرت مرتل بیچ، کارولینای جنوبی | ایالات متحده | House of Blues                          |
| ژوئیه ۳, ۱۹۹۹    | دوزول، ویرجینیا               | ایالات متحده | Paramount Theatre                       |
| ژوئیه ۵, ۱۹۹۹    | Bethel                        | ایالات متحده | Max Yasgur's Farm                       |
| ژوئیه ۶, ۱۹۹۹    | Washington, D.C.              | ایالات متحده | DAR Constitution Hall                   |
| ژوئیه ۷, ۱۹۹۹    | New York City                 | ایالات متحده | Hammerstein Ballroom                    |
| ژوئیه ۸, ۱۹۹۹    | هرشی، پنسیلوانیا              | ایالات متحده | Star Pavilion                           |
| ژوئیه ۹, ۱۹۹۹    | اسکرانتون، پنسیلوانیا         | ایالات متحده | Montage Mountain Performing Arts Center |
| ژوئیه ۱۰, ۱۹۹۹   | Darien                        | ایالات متحده | Darien Lake Performing Arts Center      |
| ژوئیه ۱۱, ۱۹۹۹   | اسکنکتدی، نیویورک             | ایالات متحده | Proctor's Theatre                       |
| ژوئیه ۱۳, ۱۹۹۹   | همیلتون، انتاریو              | کانادا       | Copps Coliseum                          |
| ژوئیه ۱۴, ۱۹۹۹   | تورنتو                        | کانادا       | Molson Canadian Amphitheatre            |
| ژوئیه ۱۶, ۱۹۹۹   | اتاوا                         | کانادا       | WordPerfect Theatre                     |
| ژوئیه ۱۷, ۱۹۹۹   | مونترآل                       | کانادا       | Molson Centre                           |
| ژوئیه ۲۰, ۱۹۹۹   | وینیپگ                        | کانادا       | Centennial Concert Hall                 |
| ژوئیه ۲۱, ۱۹۹۹   | ساسکاتون                      | کانادا       | Saskatchewan Place                      |
| ژوئیه ۲۲, ۱۹۹۹   | ادمونتون                      | کانادا       | Skyreach Centre                         |
| ژوئیه ۲۳, ۱۹۹۹   | کلگری                         | کانادا       | Canadian Airlines Saddledome            |
| ژوئیه ۲۵, ۱۹۹۹   | ونکوور                        | کانادا       | General Motors Place                    |
| ژوئیه ۲۶, ۱۹۹۹   | سیاتل                         | ایالات متحده | Seattle Center Arena                    |
| ژوئیه ۲۷, ۱۹۹۹   | هیلزبورو، اورگن               | ایالات متحده | DeMar Batchelor Amphitheater            |
| ژوئیه ۲۹, ۱۹۹۹   | اوکلند، کالیفرنیا             | ایالات متحده | Paramount Theatre                       |
| ژوئیه ۳۰, ۱۹۹۹   | پاسو روبلز، کالیفرنیا         | ایالات متحده | CMS Grandstand Arena                    |
| ژوئیه ۳۱, ۱۹۹۹   | لس آنجلس                      | ایالات متحده | Universal Amphitheatre                  |
| اوت ۳, ۱۹۹۹      | برایتن، کلرادو                | ایالات متحده | Bromley Companies Stage                 |
| اوت ۴, ۱۹۹۹      | دنور                          | ایالات متحده | Paramount Theatre                       |
| اوت ۶, ۱۹۹۹      | آرلینگتون، تگزاس              | ایالات متحده | AT&T Music Mill Amphitheater            |
| اوت ۷, ۱۹۹۹      | هیوستون                       | ایالات متحده | Aerial Theater                          |
| اوت ۸, ۱۹۹۹      | نیواورلئان                    | ایالات متحده | Lakefront Arena                         |
| اوت ۱۰, ۱۹۹۹     | ممفیس، تنسی                   | ایالات متحده | Mud Island Amphitheater                 |
| اوت ۱۱, ۱۹۹۹     | نشویل، تنسی                   | ایالات متحده | گرند اول اپری                           |
| اوت ۱۳, ۱۹۹۹     | یوریکا، میزوری                | ایالات متحده | Old Glory Amphitheater                  |
| اوت ۱۴, ۱۹۹۹     | اوماها، نبراسکا               | ایالات متحده | Ak-Sar-Ben Coliseum                     |
| اوت ۱۵, ۱۹۹۹     | سو فالز، داکوتای جنوبی        | ایالات متحده | W.H. Lyon Fairgrounds Grandstand        |
| اوت ۱۷, ۱۹۹۹     | روزمونت، ایلینوی              | ایالات متحده | Rosemont Theatre                        |
| اوت ۱۸, ۱۹۹۹     | کلمبوس، اوهایو                | ایالات متحده | Veterans Memorial Auditorium            |
| اوت ۱۹, ۱۹۹۹     | فایرلا، ویرجینیای غربی        | ایالات متحده | State Fair Event Center                 |
| اوت ۲۰, ۱۹۹۹     | آدریان، میشیگان               | ایالات متحده | Lenawee County Event Grounds Bandshell  |
| اوت ۲۱, ۱۹۹۹     | اورلندو، فلوریدا              | ایالات متحده | یونیورسال-سیتی‌واک                       |
| اوت ۲۵, ۱۹۹۹     | ایندیاناپلیس                  | ایالات متحده | Egyptian Room                           |
| اوت ۲۶, ۱۹۹۹     | کلیولند، اوهایو               | ایالات متحده | Nautica Stage                           |
| اوت ۲۷, ۱۹۹۹     | ماسون، اوهایو                 | ایالات متحده | Timberwolf Amphitheatre                 |
| اوت ۲۹, ۱۹۹۹     | Upper Darby                   | ایالات متحده | Tower Theater                           |
| اوت ۳۰, ۱۹۹۹     | Essex                         | ایالات متحده | Coca-Cola Grandstand                    |
| سپتامبر ۱, ۱۹۹۹  | بوستون                        | ایالات متحده | FleetBoston Pavilion                    |
| سپتامبر ۲, ۱۹۹۹  | Geddes                        | ایالات متحده | Mohegan Sun Grandstand                  |
| سپتامبر ۳, ۱۹۹۹  | والینگفورد                    | ایالات متحده | SNET Oakdale Theatre                    |
| سپتامبر ۴, ۱۹۹۹  | بالتیمور                      | ایالات متحده | Pier 6 Pavilion                         |
| سپتامبر ۵, ۱۹۹۹  | آلن‌تاون، پنسیلوانیا           | ایالات متحده | Allentown Fairgrounds Grandstand        |
| سپتامبر ۱۰, ۱۹۹۹ | سالت‌لیک‌سیتی                   | ایالات متحده | Utah State Fair Grandstand              |
| سپتامبر ۱۱, ۱۹۹۹ | هاچینسون، کانزاس              | ایالات متحده | KSF Grandstand                          |
| سپتامبر ۱۲, ۱۹۹۹ | دیترویت                       | ایالات متحده | State Theatre                           |
| سپتامبر ۱۴, ۱۹۹۹ | آلگان، میشیگان                | ایالات متحده | ACC Grandstand                          |
| سپتامبر ۱۵, ۱۹۹۹ | یورک، پنسیلوانیا              | ایالات متحده | Grandstand at the York Fair             |